# Hegyesfarkú fajd
A hegyesfarkú fajd (Tympanuchus phasianellus) a madarak osztályának tyúkalakúak (Galliformes) rendjébe és a fácánfélék (Phasianidae) családjába tartozó faj.

## Előfordulása
Kanada és az Amerikai Egyesült Államok területén honos. Erdők lakója.

## Alfajai
- Tympanuchus phasianellus campestris (Ridgway, 1884)
- Tympanuchus phasianellus caurus (Friedmann, 1943)
- Tympanuchus phasianellus columbianus (Ord, 1815)
- Tympanuchus phasianellus hueyi Dickerman & Hubbard, 1994
- Tympanuchus phasianellus jamesi (Lincoln, 1917)
- Tympanuchus phasianellus kennicotti (Suckley, 1862)
- Tympanuchus phasianellus phasianellus (Linnaeus, 1758)

## Megjelenése
A testhossza 41-47 centiméter, testtömege 810-1080 garmm.
|  |

## Külső hivatkozások
- Képek az interneten a fajról
- Internet Bird Collection - videók a fajról
- A faj hangja
- Grouse hunt